# Mannersdorf an der Rabnitz
Mannersdorf an der Rabnitz é um município da Áustria localizado no distrito de Oberpullendorf, no estado de Burgenland.